# 祖国解放戦争勝利記念館
祖国解放戦争勝利記念館（そこくかいほうせんそうしょうりきねんかん）は、朝鮮民主主義人民共和国（北朝鮮）の平壌市西章洞にある軍事博物館。

## 概要
朝鮮民主主義人民共和国が祖国解放戦争と定義している朝鮮戦争でアメリカ帝国主義に「勝利」し（停戦協定により社会主義体制を北半部において勝ち取るという意味）、祖国と人民に貢献した指導者金日成の業績を記念する博物館として、1953年8月17日、平壌市中区域解放山洞に祖国解放戦争記念館として開館した。その後、「勝利」の名を冠して1974年4月11日に西城区域上新洞に移転し祖国解放戦争勝利記念館として再オープンした。また更にその後改装が行われ北朝鮮が戦勝60周年を自称する2013年7月27日に再オープンがなされた。
改装前は当時の戦場を描いたパノラマ画をはじめ、朝鮮人民軍や「国連軍」によって実際に用いられた軍服や自動小銃、MiG-15、T-34・M4中戦車などの武器類や朝鮮戦争当時の写真やパネルなどの資料が展示、公開されており、解説員による説明を聞くことができる。また、館外には朝鮮人民軍をテーマにした銅像が並んでいるほか、館内には金日成を讃える壁画や、金日成の言葉を記したレリーフが並んでいた。
2013年の改装後は展示物の整理と近代的博物館化が行われ、朝鮮戦争で活躍した朝鮮人民軍の栄誉兵器、鹵獲した国連軍の兵器、プエブロ号事件で拿捕したプエブロ号を屋外展示しプエブロ号の船内で鹵獲品や当時の新聞記事、プロパガンダビデオなどを回覧する事ができる。屋内展示では朝鮮人民軍の英雄の戦史や遺品、軍服や小銃、朝鮮戦争全体の戦史が当時の資料と共に展示されている。また入口ホールには金日成の巨大な像が設置されている。大田館と名付けられたホールには朝鮮戦争の朝鮮人民軍の戦闘を描いた巨大な回転式ジオラマがある。
なお、朝鮮人民軍側に協力した中国人民志願軍に関する展示は無いとする日本の書籍があったが、展示ホールが存在している。

## 施設
本館
祖国解放戦争勝利記念館の本展示館に該当する。普通江の向かいにある西城区域にある「大田解放作戦大型前景化館」と連結通路につながっている。
大田解放作戦大型前景化館
円形の建物として、建物の中から外壁に付いている大型の絵を鑑賞する空間である。
祖国解放戦争勝利紀念塔
別名「勝利像」と呼ばれる像。人民軍兵士が北朝鮮の国旗を持っている姿を含んでいる。
プエブロ号
プエブロ号事件で拿捕したアメリカ海軍の情報収集艦。
虜獲武器展示場
朝鮮戦争時に国連軍から獲得した武器を展示する空間。
功勲武器展示場
朝鮮戦争時に朝鮮人民軍が使用した武器を展示する空間。

## 画像

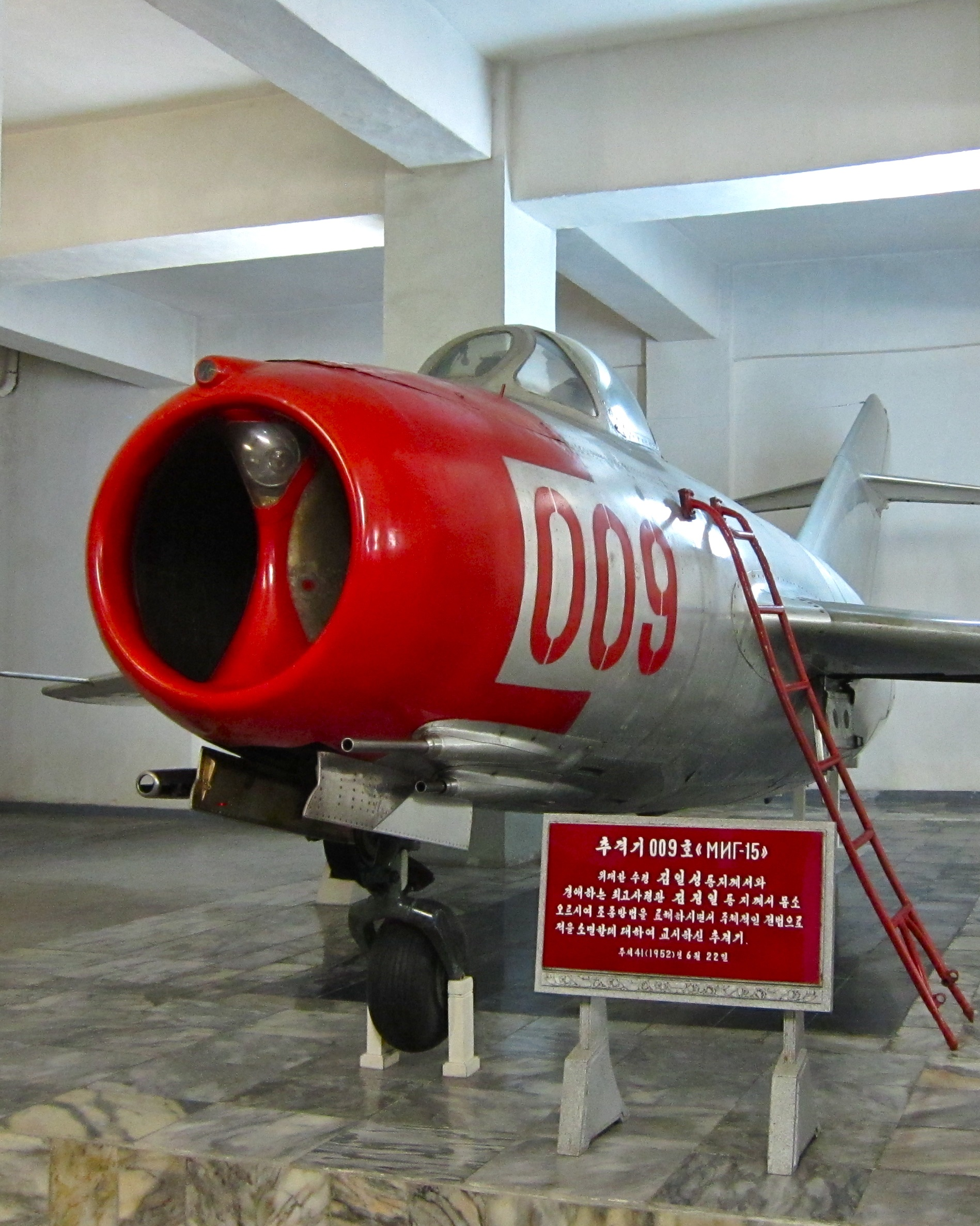
朝鮮人民軍空軍のMiG-15
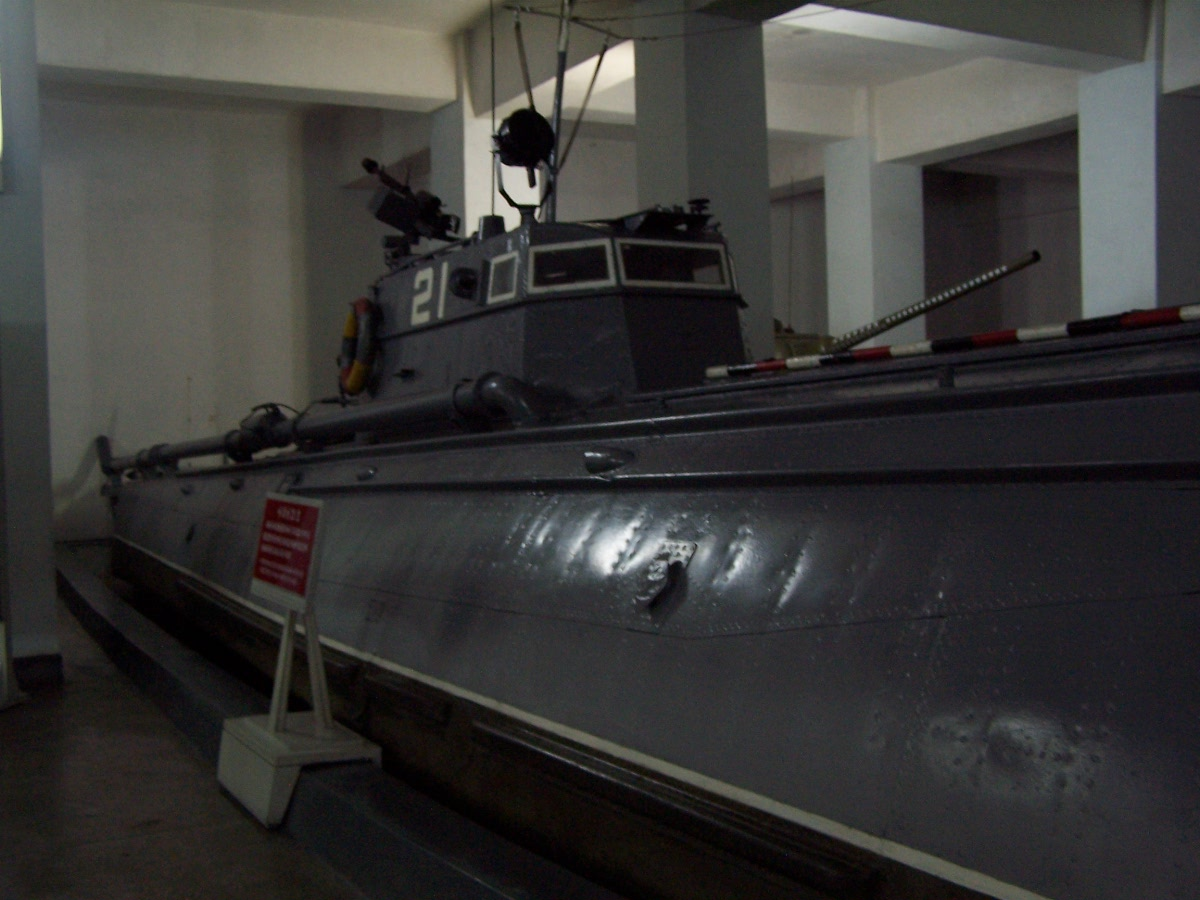
注文津港海戦においてアメリカ海軍の重巡洋艦「ボルチモア」を撃沈したとされる魚雷艇「21号」。実際には「ボルチモア」は朝鮮戦争に使用されていない。
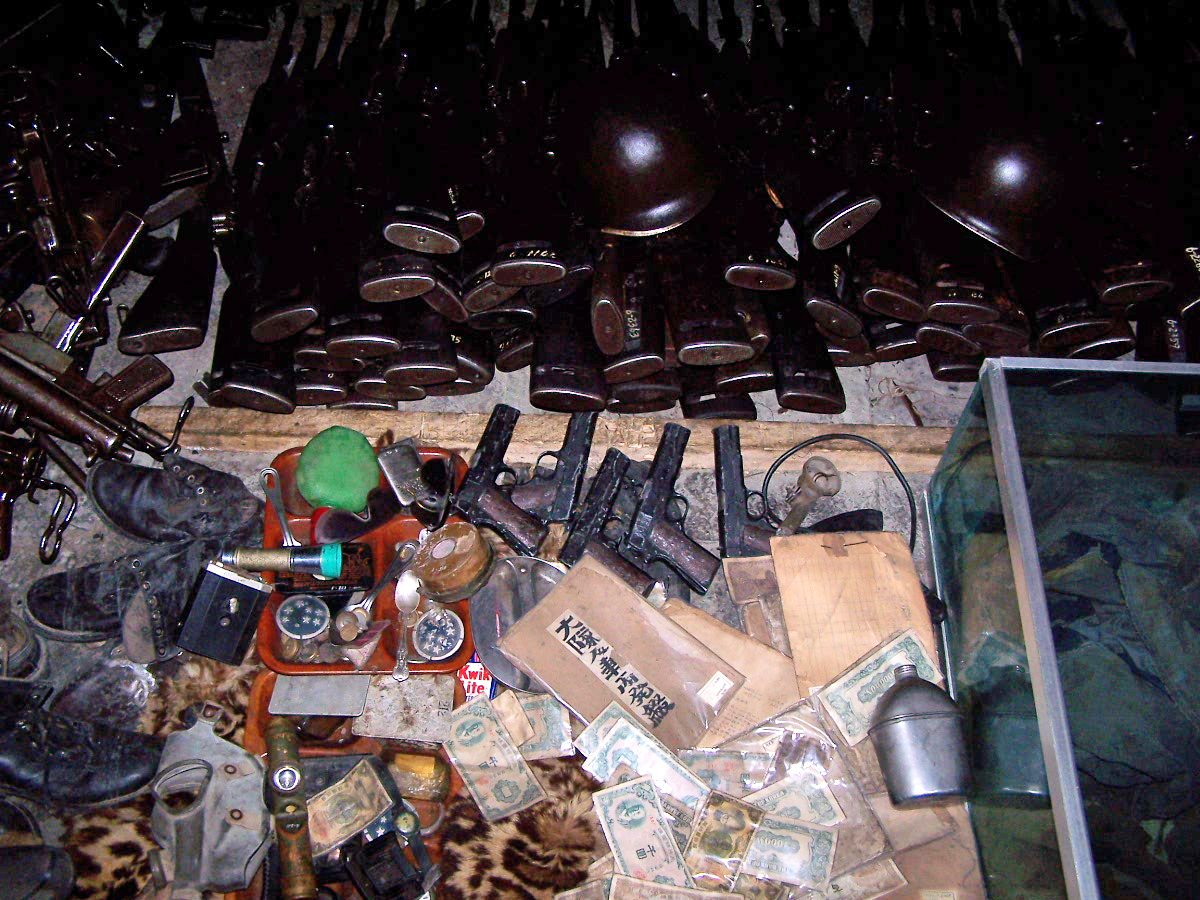
鹵獲された「国連軍」の兵器
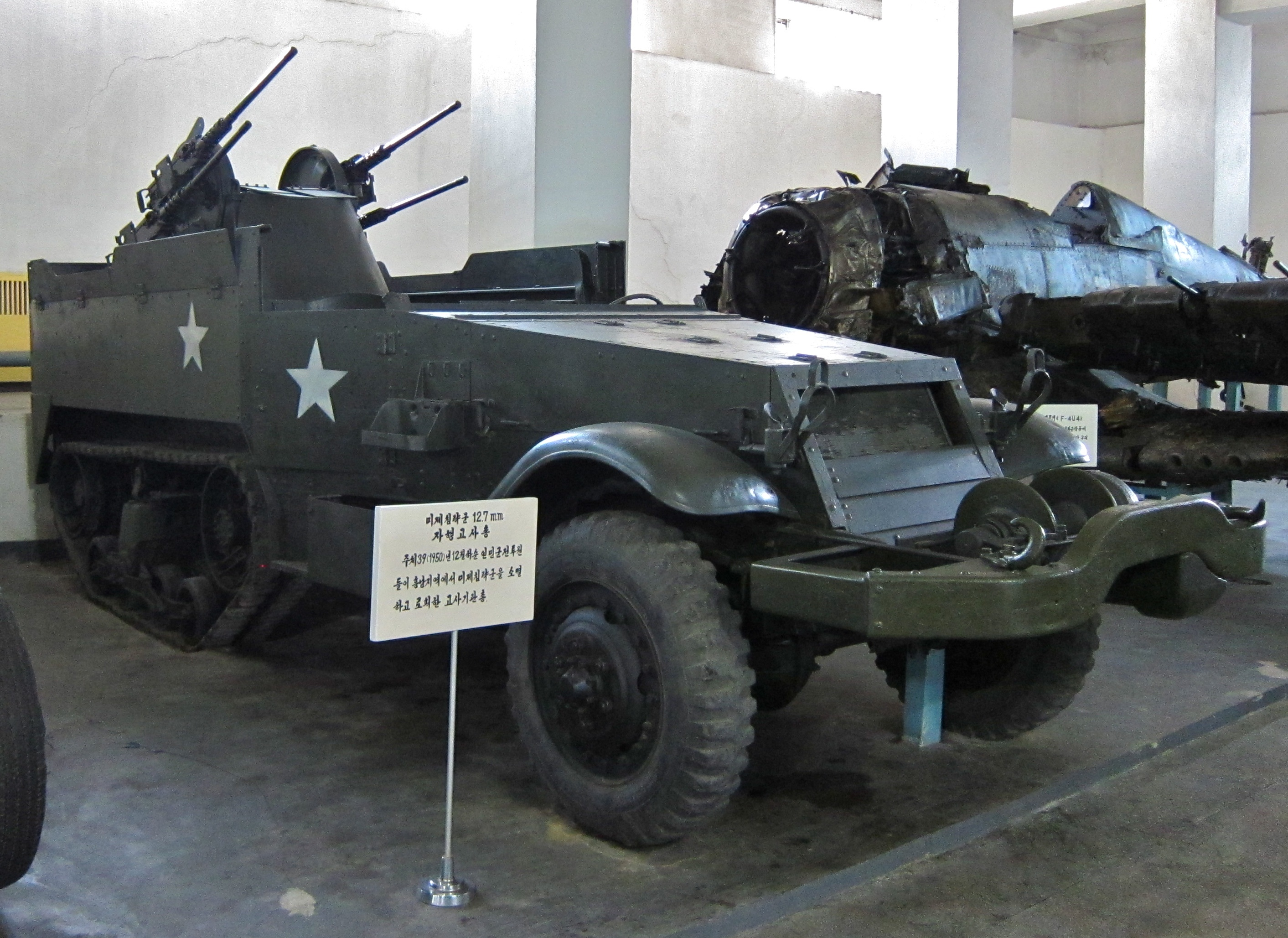
展示される「国連軍」のM16対空自走砲
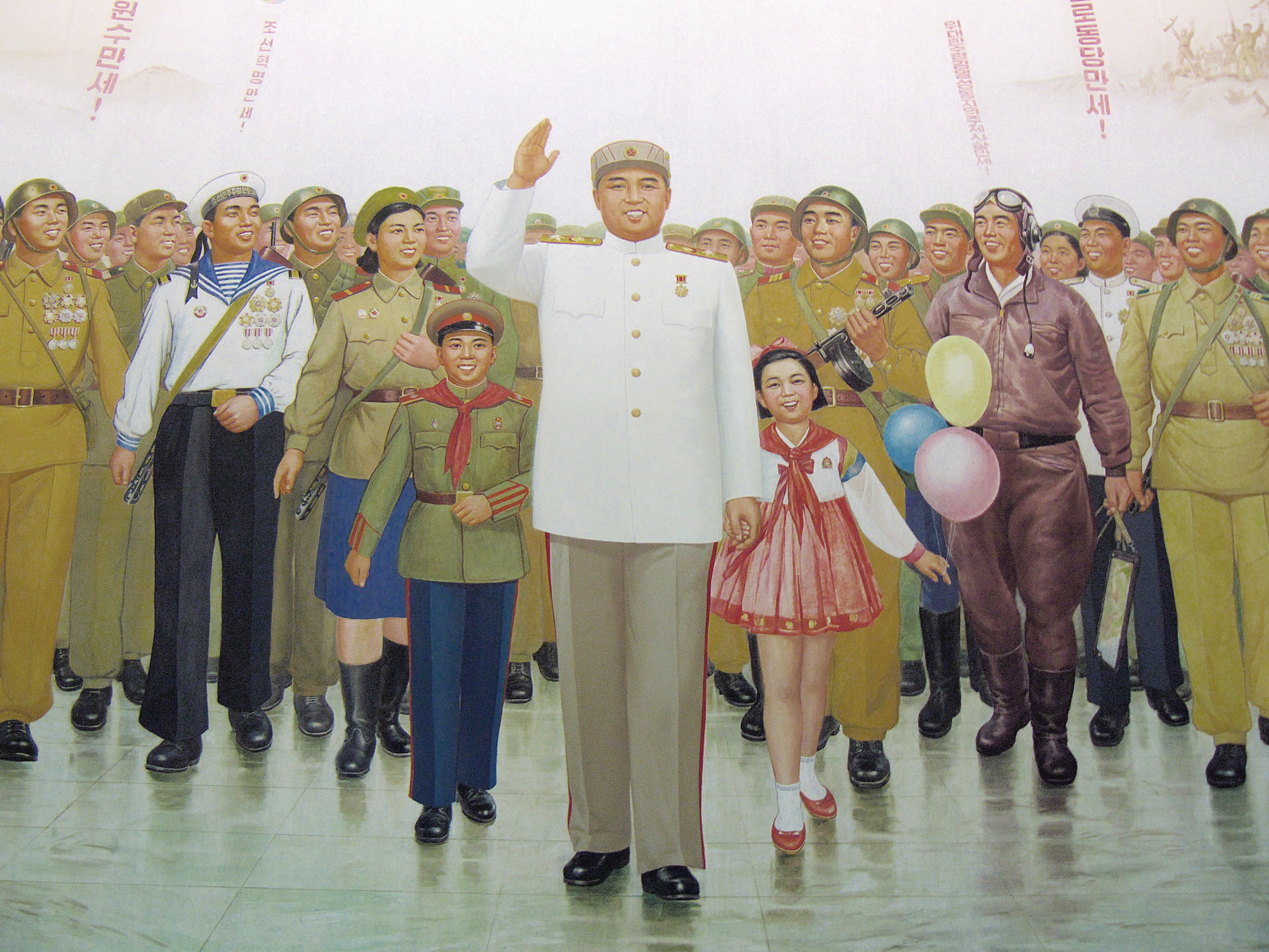
金日成の凱旋を讃える壁画